# Festiwal Dobrego Humoru
Festiwal Dobrego Humoru – festiwal odbywał się w Gdańsku w latach 2000–2012 (w kolejnym roku nie odbył się z uwagi na trudności w pozyskaniu sponsorów) i w 2014 roku (XIV festiwal). Nagrody, w tym główna: Błękitnego Melonika Charliego, przyznawane są najlepszym komediowym filmom, serialom oraz ich twórcom m.in. aktorom, reżyserom.

## I Festiwal Dobrego Humoru (2000)
Jury I Festiwalu Dobrego Humoru w składzie:
- Przewodniczący: Sylwester Chęciński
- Członkowie:
  - Alina Janowska
  - Krystyna Lubelska
  - Zbigniew Jujka
  - Andrzej Korzyński
  - Zenon Laskowik
  - Jerzy Markuszewski
  - Michał Ogórek
  - Andrzej Zarębski

### Grand Prix Festiwalu
- Błękitny Melonik Charliego: „Dziennik telewizyjny”

### Nagrody główne
- Najlepszy komediowy film fabularny: „Fuks”
- Najlepszy serial komediowy: „Rodzina zastępcza”
- Najlepszy cykliczny program rozrywkowy: „Dziennik telewizyjny” (TVP1)
- Najlepsze widowisko telewizyjne: Millenium 2000 Warszawa wita 2000 rok
- Najdowcipniejsza reklama telewizyjna: Fundusz Emerytalny EGO

### Indywidualne nagrody specjalne
- Najlepsza aktorka komediowa: Agnieszka Krukówna
- Najlepszy aktor komediowy: Janusz Rewiński
- Za całokształt twórczości: Jerzy Gruza

### Laureaci nagród telewidzów
- Ulubiony serial komediowy: „Miodowe lata”
- Ulubiony program rozrywkowy: „Szansa na sukces”
- Gwiazda uśmiechu: Marcin Daniec

## II Festiwal Dobrego Humoru (2001)
- Przewodniczący Jury: Janusz Rzeszewski
- Członkowie:
  - Hanka Bielicka
  - Hanna Bakuła
  - Paweł Huelle
  - Jacek Kondracki
  - Andrzej Mleczko
  - Marek Niedźwiecki
  - Andrzej Ostrowski
  - Maciej Zembaty

### Grand Prix Festiwalu
- Błękitny Melonik Charliego: Marek Piwowski

### Nagrody główne
- Najdowcipniejszy serial telewizyjny: „Miodowe lata”
- Najdowcipniejszy program rozrywkowy: „Jujka według Tyma”
- Najzabawniejszy talk-show: „Herbatka u Tadka”
- Widowisko Muzyczno-Rozrywkowe z Uśmiechem: „Śpiewające fortepiany”
- Najlepsze widowisko telewizyjne: „Kabaret Olgi Lipińskiej” oraz „Magiczny Alfabet Wspomnień Jerzego Gruzy"

### Indywidualne nagrody specjalne
- Najlepsza aktorka: Zofia Merle
- Najlepszy aktor: Jerzy Turek

### Nagroda Akademii Dobrego Humoru „Za całokształt twórczości artystycznej”
Hanka Bielicka

### Laureaci nagród telewidzów
- Ulubiony serial komediowy: „Świat według Kiepskich”
- Ulubiony program rozrywkowy: „Marzenia Marcina Dańca”
- Gwiazda uśmiechu: Marcin Daniec

### Nagroda w konkursie „Przegląd Satyry Radiowej”
- Janusz Weiss za autorski program „Dzwonię do Pana...”
- 2 równorzędne wyróżnienia: Ryszard Malitowski, Krzysztof Rutkowski, Konrad Stenglewicz za audycję „Saldo 3” Paweł Paulus Mazur i Krzysztof Siemak za audycję „Windą na szafę"

### Okrągły Stół Satyryków
1. Plama Roku - "Serial telewizyjny o braciach Kaczyńskich i Fozz-ie - dla wszystkich osób związanych z tym serialem, a nawet aresztowanych”
2. Cios Roku - "Cios roku, który złotówka zadała dolarowi”
3. Narzędzie roku - "Nóż Korwina-Mikke”
4. Happening Roku - "Gabriel Janowski w odcinkach”
5. Paranoja roku - "Bill Clinton na saksach w Polsce”
6. Ofiara roku - "Społeczeństwo polskie”
7. Zwierzę Roku - "Dzięcioł jako strażnik wartości”
8. Martyrologia Roku - "Piasek w trybach Eurowizji”
9. Unik Roku  - "Andrzej Gołota - nie zabili go, bo uciekł”
10. Zboczenie roku - "Posunięcie Danuty Waniek do KRRiT”
11. Owoc roku  - "Gruszki na wierzbie”
12. Konstrukcja roku - "Platforma"

## III Festiwal Dobrego Humoru (2002)
Jury III Festiwalu Dobrego Humoru:
- Przewodniczący: Janusz Zaorski
- Członkowie:
  - Bożena Dykiel
  - Waldemar Dubaniowski
  - Stefan Friedmann
  - Maciej Korwin
  - Edward Lutczyn
  - Zbigniew Raj

### Grand Prix Festiwalu
- „Błękitny Melonik Charliego” „Grupa Mo Carta”

### Nagrody główne
- Najdowcipniejszy serial telewizyjny: „Rodzina zastępcza”
- Najdowcipniejszy program rozrywkowy: „Dziennik Telewizyjny - Dziennikowa Szopka Noworoczna Jacka Fedorowicza”
- Najzabawniejszy talk-show: „Ananasy z mojej klasy”
- Widowisko Muzyczno-Rozrywkowe z Uśmiechem: „Szymon mówi show”

### Indywidualne nagrody specjalne
- Najlepsza aktorka komediowa: Hanna Śleszyńska
- Najlepszy aktor komediowy: Paweł Wawrzecki
- Za całokształt twórczości artystycznej (nagroda przyznawana przez Akademię Dobrego Humoru): Jeremi Przybora
- Ponadto Jury przyznało dwie równorzędne Nagrody Specjalne: Jacek Wójcicki i Marcin Daniec
- Rada Programowo-Artystyczna Festiwalu przyznała Nagrodę Specjalną – statuetkę Melonika programowi „IDOL”

### Gwiazda Uśmiechu
- Hanka Bielicka

### Przegląd Satyry Radiowej
- Marek Markiewicz Radio Olsztyn S.A.

### „Biesiada Dobrego Humoru”
- Hotel Forum z Warszawy

### Gdańska Galeria Dobrego Humoru
- Janusz Stefaniak

### Laureaci nagród telewidzów
wyłonieni w plebiscycie czytelników ogólnopolskiego dziennika „Superexpress”:
- „Ulubiony serial komediowy” Świat według Kiepskich
- „Ulubiony program rozrywkowy” Janusz Rewiński za program Ale plama

## IV Festiwal Dobrego Humoru (2003)
Skład Jury IV Festiwalu Dobrego Humoru:
- Przewodniczący: Olaf Lubaszenko
- Członkowie:
  - Irena Kwiatkowska
  - Alicja Resich-Modlińska
  - Cezary Harasimowicz
  - Maciej Nowak
  - Henryk Sawka
  - Andrzej Supron

### Grand Prix Festiwalu
- Błękitny Melonik Charliego: program „Dziennik Telewizyjny Jacka Fedorowicza – wydanie specjalne” w reżyserii Jacka Fedorowicza (TVP1): za przenikliwość, precyzję i kulturę.

### Laureaci głównych nagród regulaminowych
- Najdowcipniejszy serial telewizyjny: „Kasia i Tomek” w reżyserii Jurka Bogajewicza (TVN): za udane przeniesienie zagranicznego formatu w polskie realia.
- Najdowcipniejszy program rozrywkowy: Jury przyznało dwie nagrody ex aequo:
  - programowi „HBO na stojaka!” w reżyserii Janusza Zaorskiego (HBO): za konsekwentne propagowanie całkiem nowego gatunku, który istnieje co najmniej 100 lat
  - programowi „Kabaret Olgi Lipińskiej” odcinek pt. „Lobbing, biling, filing” w reżyserii Olgi Lipińskiej (TVP1): za pracę, którą widać.
- Najzabawniejszy talk-show: „Europa da się lubić” w reżyserii Leszka Kumańskiego (TVP2): za indoktrynację prowadzoną z uśmiechem na ustach.
- Widowisko Muzyczno-Rozrywkowe z Uśmiechem: „Wybrańcy gwiazd” w reżyserii Jolanty Borowiec (Polsat): za bezpretensjonalność czyli brak pretensji.
- Przegląd Satyry Radiowej:
  - „Ziobroziobro” i „Lepperak” autorstwa Szymona Majewskiego z Radia ZET
  - „Dobry żart tynfa wart” autorstwa Ryszarda Kozieja z Radia Kielce

### Indywidualne nagrody specjalne
- Najlepsza aktorka komediowa: Joanna Brodzik za aktorstwo.
- Najlepszy aktor komediowy: Paweł Wilczak za rolę.
- Za całokształt twórczości: Irena Kwiatkowska

Jury przyznało także dwie Nagrody Specjalne:
1. programowi „Marian i Hela – kabaretowa telenowela” (TVP2): bo się podobał
2. całkiem specjalną nagrodą – statuetkę Melonika Charliego Sejmowej Komisji Śledczej ds. zbadania afery Rywina – Jury stwierdza, że ta decyzja nie wymaga uzasadnienia, a kwotę nagrody przekazuje na rzecz Rodzinnego Domu Dziecka prowadzonego przez panią Henrykę Krzywonos-Strycharską.

### Laureaci nagród publiczności
- Ulubiony serial komediowy: Świat według Kiepskich w reżyserii Okiła Khamidowa (Polsat).
- Ulubiony program rozrywkowy: „Ale plama” (autor Janusz Rewiński)
- Gwiazda uśmiechu: Marcin Daniec.

### Okrągły Stół Satyryków (2003)
1. Plama roku: opalenizna Andrzeja Leppera: pierwszy Mulat w słowiańskim sejmie
2. Cios roku: cios pod Ziobro
3. Narzędzie roku: magnetofony Michnika
4. Happening roku: gabinet ginekologiczny z łóżkiem wodnym we Władysławowie (dawniej kobiety wchodziły na „samolot”, a teraz na statek)
5. Paranoja roku: reality show z udziałem parlamentarnej komisji śledczej
6. Ofiara roku: Polskie Słowiki jako ofiara ptaszka z batutą
7. Zwierzę roku: kurwiki karmione owsem
8. Martyrologia roku: SLD pozbawione dwóch zdrowych członków (Łapiński i Naumann)
9. Unik roku: BUSHujący w znikającym zbożu Saddam Husajn
10. Zboczenie roku: keine grenzen, czyli francuska miłość do Polski
11. Karykatura roku: emerytura Zbigniewa Jujki
12. Grupa roku: Grupa Trzymająca Władzę

## V Festiwal Dobrego Humoru (2004)
Skład Jury V Festiwalu Dobrego Humoru:
- Przewodniczący: Jacek Fedorowicz
- Członkowie:
  - Julia Wernio
  - Ewa Ziętek
  - Julian Bohdanowicz
  - Bohdan Łazuka
  - Leon Niemczyk
  - Przemysław Saleta

### Grand Prix Festiwalu
- Błękitny Melonik Charliego: „Ukochany kraj PRL w piosence” w reżyserii Janusza Józefowicza (TVP1)

### Nagrody Jury
- Najdowcipniejszy serial komediowy: odcinek „Dwaj panowie Pre?” serialu „Daleko od noszy” w reżyserii Krzysztofa Jaroszyńskiego (Polsat)
- Najdowcipniejszy program rozrywkowy: „Mamy Cię!” (TVN)
- Najzabawniejszy talk-show: odcinek pt. „Przygody w podróży” programu „Joker” w reżyserii Witolda Orzechowskiego (TV4)
- Widowisko Muzyczno-Rozrywkowe z Uśmiechem: program „Kraj się śmieje – komplementy i inwektywy”, w reżyserii Krzysztofa Jaślara (TVP2)
- Najdowcipniejsza audycja radiowa:
  - I Nagroda: „Mur, czyli magazyn uzupełnień rozrywkowych” w reżyserii Artura Andrusa (PR3)
  - II Nagroda: „Pamiętnik znaleziony na działce” Jana Węglowskiego (Radio Wrocław S.A.)
  - III Nagroda: „60 sekund na minutę” Macieja Kraszewskiego (PR3)
  - Jury przyznało wyróżnienie audycji „Radar” w reżyserii Mariusza Kozłowskiego i Pawła Kurzela (Radio Koszalin S.A.)
- Za całokształt twórczości artystycznej: Jan Kobuszewski

### Nagrody indywidualne Jury
- Najlepsza aktorka komediowa: Joanna Kurowska
- Najlepszy aktor komediowy: Andrzej Grabowski

Jury przyznało także 3 nagrody specjalne:
- serialowi „Camera Café” w reżyserii Jurka Bogajewicza (TVN)
- Pawłowi Wawrzeckiemu za role w serialu „Daleko od noszy” (Polsat) i „Złotopolscy” (TVP2)
- Michałowi Wójcikowi za wszystko co robi w kabarecie Ani Mru-Mru

### Biesiada Dobrego Humoru
W kategorii Biesiada Dobrego Humoru statuetkę Melonika otrzymało Stowarzyszenie Polskich Kucharzy i Cukierników Region Pomorski – za rozwój kultury kulinarnej Wybrzeża.
Laureatami nagród w konkursie „Biesiadny stół dobrego humoru” zostali:
- I miejsce – Restauracja „Bordo” z Warszawy,
- II miejsce – kucharze Gdańskich „Amatorów”,
- III miejsce – Restauracja „Bydgoszcz”
- IV miejsce – Zespół Szkół Gastronomicznych we Władysławowie.

### Nagrody Publiczności
- Najdowcipniejszy Rysunek Satyryczny: Zbigniew Jujka.
- Ulubiony serial: „Złotopolscy” (TVP2)
- Ulubiony program rozrywkowy: „Dziennik Telewizyjny Jacka Fedorowicza” (TVP1)
- Gwiazda uśmiechu: Tadeusz Drozda

### Konkurs Młodych Twórców Kabaretowych - Debiuty
Programy festiwalowego konkursu młodych twórców kabaretowych: „Debiuty” oceniane były przez Jury w składzie: Krzysztof Janicki (Piwnica pod Baranami), Rafał Kmita (Grupa Rafała Kmity) oraz Agnieszka Litwin (kabaret Jurki). Jury nagrodziło kabaret Zygzak z Warszawy. Jury przyznało także 4 równorzędne drugie nagrody kabaretom: Czesuaf, Ścięgno, Kabaret Skeczów Męczących i Profil.

### Okrągły Stół Satyryków 2004

#### Raport Komisji Śledczej Satyryków Okrągłego Stołu
Satyrycy polscy, zebrani podczas Okrągłego Stołu Satyryków V Festiwalu Dobrego Humoru podjęli jednogłośnie decyzję o przeobrażeniu się w Komisję Śledczą Satyryków. Komisja wbrew modzie na niewyciąganie wniosków z obrad komisji śledczych, wnioski wyciągnęła i nominowała następujące zjawiska w swoim raporcie:
1. Plama roku: Nagłośnienie Dworu Artusa podczas obrad Komisji Śledczej, urządzone przez Grupę Trzymającą Dźwięk
2. Cios roku: Prawy prosty – Bogdan Pęk (bo jest prawy i prosty)
3. Narzędzie roku: Belka w rękach prezydenta
4. Happening roku: Zdana matura Renaty Beger. Nigdy walka o średnie wykształcenie nie wzbudziła tylu emocji narodu. Dodatkowy plus za wybór miejsca matury: Gdyby zdawała w Opolu, musiałaby zdawać dwa razy
5. Paranoja roku: Rekomendacja Samoobrony dla łowcy skór na szefa łódzkiego pogotowia
6. Ofiara roku: Klęska Blue Café na festiwalu Eurowizji mimo braku majtek u Tatiany Okupnik
7. Zwierzę roku: Tomasz Lis za lisi skok na cztery łapy z TVN do Polsatu
8. Martyrologia roku: Cierpienie prezesa Kwiatkowskiego podczas lektury felietonu Kazimierza Kutza, który nazwał go ćwokiem
9. Unik roku: Przebiegła biegła, która zbiegła ze sprawy Wieczerzaka
10. Zboczenie roku: Wciągnięcie gwałtem Leppera i Giertycha do Unii Europejskiej
11. Owoc roku: Borowiki w śmietanie SLD
12. Konstrukcja roku: Dwuosobowa maszyna (prezydent i premier) do wciągania polskiej flagi podczas Święta Uniowstąpienia

Kategorie dodatkowe:
- Dylemat roku: Jeśli Lepper zostanie prezydentem, Michał Wiśniewski wyjeżdża z kraju
- Błochowiak roku: Anita

Na tym raport zakończono i podpisano ku uciesze zebranych. Wieloosobowy Przewodniczący Komisji Śledczej Satyryków: Jacek Borzych, Michał Ogórek, Krzysztof Skiba, Maciej Siembieda.

## VI Festiwal Dobrego Humoru (2005)
Skład Jury VI Festiwalu Dobrego Humoru:
- Przewodniczący: Radosław Piwowarski
- Członkowie:
  - Ewa Kasprzyk
  - Wojciech Chmurzyński
  - Zbigniew Górny
  - Marek Kamiński
  - Leszek Mazan
  - Andrzej Zaorski

### Grand Prix Festiwalu
- Błękitny Melonik Charliego: program rozrywkowy „Mamy Cię!” w reż. Rinke Rooyensa (TVN), prowadzony przez Szymona Majewskiego

### Nagrody regulaminowe Jury
- Najdowcipniejszy serial komediowy: „Witaj Europo” serialu „Daleko od noszy”, reż. Krzysztof Jaroszyński (Polsat): za oryginalność pomysłu autorskiego, scenariusza i sztuki aktorskiej oraz braku pokory wobec polskiej służby zdrowia
- Najdowcipniejszy program rozrywkowy: „Teraz wyspa” – szopka noworoczna Marcina Wolskiego i Marka Majewskiego”, reż. Jerzy Kryszak (TVP1): za wysoki poziom artystyczny widoczny w każdym z elementów programu
- Najzabawniejszy talk-show: „Kuba Wojewódzki”, reż. Konrad Smuga (Polsat): ze szczególnym uwzględnieniem udziału Marka Kondrata.
- Widowisko Muzyczno-Rozrywkowe z uśmiechem: „Taniec z gwiazdami”, reż. Wojciech Iwański (TVN)
- Nagrody dodatkowe: Grzegorzowi Halamie, Markowi Grabie i Robertowi Górskiemu za uczynienie zabawnym serialu „HBO – Na stojaka” (HBO).
- Statuetka melonika za uśmiech sentymentalny: „Tele PRL-e” w reż. Andrzeja Horubały (TVP2)

### Nagrody indywidualne Jury
- Najlepsza aktorka komediowa:
  - Gabriela Kownacka za rolę w serialu „Rodzina zastępcza”, reż. Wojciech Nowak (Polsat)
  - Anna Przybylska za role w serialach „Złotopolscy” (TVP2) i „Daleko od noszy” (Polsat)
- Najlepszy aktor komediowy: Eugeniusz Priwieziencew za role w serialu „Złotopolscy” (TVP2): za trzy postacie: grabarza, organisty i kościelnego

### Nagroda specjalna
"w postaci parasola ochronnego” dla twórców serialu „Co tu jest grane”, reż. Jacek Kącik (TVP1): Jury pieści w sercu nadzieję, że ów sprzęt skutecznie ochroni twórców programu przed próbami zdjęcia z anteny lub ograniczenia funduszy produkcyjnych.

### Za całokształt twórczości artystycznej
przyznawana przez Akademię Dobrego Humoru – Stanisław Tym

### Najdowcipniejsza audycja radiowa
- - I nagroda: „Filtr nienawiści”, reż. Marek Markiewicz (Radio Olsztyn S.A.)
  - II nagroda: „O wielbłądzie i psich kupach, czyli reporterski dyptyk z życia wzięty” autorstwa Rafała Rogulskiego (Radio Merkury)

### Gdańska Galeria Dobrego Humoru
- Julian Bohdanowicz

### Internetowy plebiscyt publiczności
- Gwiazda Uśmiechu: Jacek Fedorowicz
- Ulubiony program rozrywkowy: „Herbatka u Tadka” (TVP2)
- Ulubiony serial komediowy: „Daleko od noszy” (Polsat)

### Biesiada Dobrego Humoru
- Statuetka Melonika w konkursie „Biesiada dobrego humoru”:
  - I nagroda: Gronex
  - II nagroda: Stowarzyszenie Polskich Kucharzy i Cukierników Region Pomorski
- Nagrody w konkursie kulinarnym „Humorystyczny stół biesiadny”:
- I miejsce: Willa Calvados (Bydgoszcz)
- II miejsce: reprezentacja kucharzy amatorów (Gdańsk)
- III miejsce: restauracja Bordo

### Konkurs Młodych Twórców Kabaretowych-Debiuty
Jury w składzie: Sonia Bohosiewicz, Krzysztof Janicki, Marek Gałązka przyznało nagrody:
- I miejsce: Fraszka (Warszawa)
- II miejsce: Ramol (Warszawa)
- III miejsce: Noł Nejm (Rybnik) i Kabaret Młodych Panów (Rybnik)

W festiwalowym konkursie wzięło udział 9 kabaretów: Kabaret Młodych Panów, Noł Nejm, Kabaret Skeczów Męczących, Aplauss, Grupa Inicjatyw Teatralnych, Ramol, Fraszka, Mimika i Egri Bikaver Ensemble

### Okrągły Stół Satyryków (2005)
1. Plama roku: Wyjazd Jaruzelskiego do Moskwy po nowe rozkazy
2. Cios roku: Cios, którego nie zdążył zadać A. Gołota, gdyż sędzia tendencyjnie przerwał walkę przed czasem
3. Narzędzie roku: Teczka
4. Happening roku: Powrót Tymińskiego bez teczki
5. Paranoja roku: Rosjanin reprezentujący Polskę na Ukrainie z cygańską piosenką, czyli Iwan i Delfin na Eurowizji
6. Ofiara roku: Dziennikarze śledczy Gazety Wyborczej, którym nie jest wszystko jedno, jako ofiary ²²prowokacji
7. Zwierzę roku: Kaczor2
8. Martyrologia roku: Sędziowie piłkarscy, cierpiący za miliony
9. Unik roku: Miller na saksach
10. Zboczenie roku: Parada normalności
11. Owoc roku: Jabłko w teczce Belki
12. Konstrukcja roku: Zyta (PO)za platformą
13. Nagranie roku: Autopodsłuch posła Chronowskiego

## VII Festiwal Dobrego Humoru (2006)
Skład Jury VII Festiwalu Dobrego Humoru:
- Przewodniczący: Artur Więcek
- Członkowie:
  - Iwona Guzowska
  - Magdalena Stużyńska
  - Zdzisław Pietrasik
  - Grzegorz Szumowski
  - Marcin Wolski
  - Tymon Tymański

### Grand Prix Festiwalu
- Błękitny Melonik Charliego: Jacek Kęcik i Waldemar Malicki twórcy programu „Co tu jest grane” w reżyserii Jacka Kęcika (TVP1).

### Nagrody Jury
- Najdowcipniejszy serial komediowy: „Ranczo”, reż. Wojciech Adamczyk (TVP1)
- Najdowcipniejszy program rozrywkowy: „Szymon Majewski Show” (TVN).
- Najzabawniejszy talk-show: „Duże dzieci”, reż. Leszek Kumański (TVP2).
- Widowisko Muzyczno-Rozrywkowe z Uśmiechem: „Taniec z gwiazdami” – Finał II edycji w reżyserii Wojciecha Iwańskiego (TVN).

### Nagrody indywidualne Jury
- Najlepsza aktorka komediowa: Iwona Wszołkówna za rolę w serialu „Ale się kręci” odc. pt. „Czarna komedia” w reż. Macieja Wojtyszko (Polsat).
- Najlepszy aktor komediowy: Krzysztof Kowalewski za rolę w serialu „Daleko od noszy” odc. pt. „Jeden dzień demokracji” w reż. Krzysztofa Jaroszyńskiego (Polsat).

### Za całokształt twórczości artystycznej
- Jacek Fedorowicz

Jury ponadto przyznało dwie dodatkowe nagrody:
- dla Leona Niemczyka za ciągłe poszukiwanie nowych form wyrazu w serialu „Ranczo (TVP1)
- dla Adama Ferency za rolę w serialu „Niania” (TVN).

### Najdowcipniejsza audycja radiowa
- Radiowa Audycja Rozrywkowa „Radar” w reżyserii Pawła Kużel i Mariusza Kozłowskiego (Polskie Radio Koszalin S.A.)

### Nagrody Publiczności
- Najlepszy rysunek satyryczny: Janusz Stefaniak
- Ulubiony serial komediowy: „Daleko od noszy” (Polsat)
- Ulubiony program rozrywkowy: „Szkło kontaktowe” (TVN24)
- Gwiazda uśmiechu (wykonawca kabaretowy, aktor, satyryk): Hanna Śleszyńska

### Konkurs Młodych Twórców Kabaretowych-Debiuty
Jury w składzie: Agnieszka Litwin, Mieczysław Giedrojć i Rafał Hibner nagrodziło:
- I miejsce: Kabaret Paranienormalni
- II miejsce: Kabaret Smile
- III miejsce ex aequo: Kabaret Młodych Panów oraz Kabaret Skeczów Męczących.

Jury przyznało ponadto dwa wyróżnienia kabaretom: Nikolli i Ramol.
W festiwalowym konkursie wzięło udział 8 kabaretów: Kabaret Młodych Panów, Kabaret Skeczów Męczących, Szrederus, Smile, Polonez (Grodno), Ramol, Nikolli i Paranienormalni

### Biesiada Dobrego Humoru
- W kategorii „Biesiada Dobrego Humoru”: Stowarzyszenie Polskich Kucharzy i Cukierników Region Pomorski.
- W konkursie „Biesiadny Stół Dobrego Humoru”:
  - Restauracja Trendy Bufet z Gdańska,
  - Firma Gronex – Adam Trzewik z Warszawy,
  - Sushi Bar Wilbo z Gdyni,
  - Stara Przystań Gdańska,
  - Hotel Holiday Inn z Gdańska,

### Gdańska Galeria Dobrego Humoru (2006)
Rysownicy: Julian Bohdanowicz, Henryk Cebula, Zbigniew Jujka, Zbigniew Kołaczek, Andrzej Lichota, Edward Lutczyn, Marian Matocha, Leszek Ołdak, Henryk Sawka, Mariusz Stawarski, Janusz Stefaniak, Robert Szecówka ROBS
Wystawa: czerwiec – VII Festiwal Dobrego Humoru, Gdańsk

### Okrągły Stół Satyryków (2006)
Satyrycy polscy, zebrani 30 czerwca 2006 w gdańskim Dworze Artusa, przyznali następując nominacje satyryczne, w poniższych kategoriach:
1. Plama roku: Wykonanie hymnu RP przez Jarosława Kaczyńskiego
2. Cios roku: Cios w papę zapowiedziany a nie zadany przez Andrzeja Leppera
3. Narzędzie roku: Becikowe jako Viagra
4. Happening roku: Konferencje prasowe trenera Janasa bez jego udziału
5. Paranoja roku: PSL = Normalność
6. Ofiara roku: Ofiara na stocznię, złożona na Radio Maryja, przegrana na giełdzie
7. Zwierzę roku: Jerzy wystrychnięty na Dudka
8. Martyrologia roku: Pomnik ptasiej grypy w Toruniu
9. Unik roku: Niewszczęcie lustracji Z. Gilowskiej w trosce o jej dobre imię. I cześć.
10. Zboczenie roku: Współżycie koalicyjne
11. Owoc roku: Jananas
12. Konstrukcja roku: Mównica Prezydenta

Kategoria dodatkowa Okrągłego Stołu Satyryków 2006:
13. Skrót roku: MGR – Minister Giertych Roman LPR – Lepper

## VIII Festiwal Dobrego Humoru (2007)
- Przewodniczący: Janusz Morgenstern
- Członkowie:
  - Maria Czubaszek
  - Ewa Szykulska
  - Władysław Kozakiewicz
  - Adam Orzechowski
  - Rafał A. Ziemkiewicz
  - Zenon Żyburtowicz

### Nagrody Jury
- Najdowcipniejszy serial komediowy: „Ale się kręci” w reżyserii Macieja Wojtyszki (Polsat).
- Najdowcipniejszy program rozrywkowy: „Na stojaka! Gwiazdka z Gwiazdami” w reżyserii Janusza Zaorskiego (HBO)
- Najzabawniejszy talk-show: Kuba Wojewódzki w reżyserii Tomasza Dąbrowskiego (TVN).
- Widowisko Muzyczno-Rozrywkowe z Uśmiechem: jury nie przyznało nagrody

### Nagrody indywidualne Jury
- Najlepsza aktorka komediowa: Stanisława Celińska za rolę w serialu „Mamuśki” w reżyserii Andrzeja Kostenki (POLSAT).
- Najlepszy aktor komediowy: Paweł Królikowski za rolę w serialu „Ranczo” w reżyserii Wojciecha Adamczyka (TVP1).
- Najdowcipniejsza Audycja Radiowa: Radiowej Audycji Rozrywkowej „Polonez” autorstwa Małgorzaty Żerwe i Jarosława Zorna (Radio Gdańsk S.A.)
- Za całokształt twórczości artystycznej: Wiesław Michnikowski

Nagrody dodatkowe Jury:
- dla Wojciechowi Cejrowskiemu za pokazywanie świata z humorem w programie „Wojciech Cejrowski boso przez świat” (TVP2)
- dla Katarzyny Pakosińskiej za stworzenie najzabawniejszej postaci kabaretowej w programie „Historia świata według Kabaretu Moralnego Niepokoju” w reżyserii Beaty Harasimowicz (TVP2).

### Grand Prix Festiwalu
- Błękitny Melonik Charliego: serialowi „Ranczo” w reżyserii Wojciecha Adamczyka (TVP1).

### Laureaci Nagrody Telewidzów
- Ulubiony serial komediowy: „Daleko od noszy” (Polsat)
- Ulubiony program rozrywkowy: „Szymon Majewski Show” (TVN)
- Gwiazda uśmiechu: Agnieszka Dygant
- Najdowcipniejszy rysunek satyryczny: Zygmunt Zaradkiewicz
- Najzabawniejszy film zrealizowany telefonem komórkowym: Aleksandra Rados
- Najdowcipniejsze zdjęcie: Grzegorz Masłowski

### Biesiada Dobrego Humoru
- W kategorii Biesiada Dobrego Humoru statuetkę Melonika otrzymała firma Gronex Adam Trzewik.
- Laureatami nagród w konkursie „Biesiadny Stół Dobrego Humoru” zostali:
  - I miejsce: Owocowy Raj – Karwing Team Polska- Owoce,
  - II miejsce: Biesiada Na Olimpie – Trendy Food,
  - III miejsce: Czarodziejski Ogród – Karwing Team Polska – Warzywa.

### Konkurs Młodych Twórców Kabaretowych-Debiuty
Programy festiwalowego konkursu młodych twórców kabaretowych: „Debiuty” oceniane były przez Jury w składzie: Lary Okey Ugwu, Agnieszka Litwin, Michał Półtorak i Paweł Dłużewski.
- I nagroda: Magdalena Mleczak
- II nagroda: kabaret Mimika
- III nagroda (ex aequo): Kabaret Czesław Jakubiec Tenor oraz kabaret Stado Umtata.

Jury przyznało ponadto wyróżnienie dla Kabaretu Snobów.

### Gdańska Galeria Dobrego Humoru (2007)
Rysownicy: Julian Bohdanowicz, Jacek Frąckiewicz, Andrzej Graniak, Zbigniew Jujka, Zbigniew Kołaczek, Małgorzata Lazarek, Andrzej Lichota, Marian Matocha, Ireneusz Parzyszek, Henryk Sawka, Janusz Stefaniak, Grzegorz Szumowski, Jakub Wiejacki, Zygmunt Zaradkiewicz, Zbigniew Ziomecki
Wystawy: czerwiec 2007 – VIII Festiwal Dobrego Humoru, Gdańsk
lipiec/sierpień 2007 – Ełk „Mulatka” (ECK)

### Okrągły Stół Satyryków (2007)
Satyrycy polscy, zebrani na VII Okrągłym Stole Satyryków, przyznali nominacje satyryczne, w następujących kategoriach:
1. Plama roku: Opolski Kabareton
2. Cios roku: Unijna wódka z bananów, pędzona przez małpy z Brukseli.
3. Narzędzie roku: Magnetofon Gudzowatego, schowany w torebce Teletubisia, jako narzędzie propagandy seksualnej.
4. Happening roku: Konferencje prasowe Janusza Palikota z wibratorem.
5. Paranoja roku: Roman Giertych, który się lekturom nie kłaniał.
6. Ofiara roku: Publiczność kabaretonu w Opolu.
7. Zwierzę roku: Szarik wiecznie żywy, pies, który wygryzł prezesa Wildsteina.
8. Martyrologia roku: Przyjazd państwa Bushów na 4 godziny do Polski, czyli rozmowy dwustronne z wnuczką.
9. Unik roku: Premier Kaczyński, unikający konta w Banku.
10. Zboczenie roku: Ostra satyra prorządowa.
11. Owoc roku: Banan 40%.
12. Konstrukcja roku: Autostrada nad obwodnicą w dolinie Rospudy.
13. Pierwiastek roku: Pierwiastek, który poległ w Brukseli.
14. Napój roku: Czarna kawa z białym personelem w URM-ie.

## IX Festiwal Dobrego Humoru (2008)
Jury IX Festiwalu Dobrego Humoru w składzie:
- przewodniczący: Krzysztof Jaślar
- członkowie:
  - Edyta Jungowska
  - Andrzej Czeczot
  - Emilian Kamiński
  - Maciej Rybiński
  - Larry Ugwu
  - Jacek Wszoła

### Nagrody główne
- Najdowcipniejszy serial komediowy: „39 i pół” – w reżyserii Łukasza Palkowskiego (TVN).
- Najdowcipniejszy program rozrywkowy: „Piotr Bałtroczyk przedstawia” w reżyserii Szymona Łosiewicza (POLSAT).
- Najzabawniejszy talk-show: „Szymon Majewski Show” – w reżyserii Marty Więch i Rafała Piekoszewskiego (TVN).
- Widowisko Muzyczno – Rozrywkowe z uśmiechem: „Wakacyjna Filharmonia Dowcipu” w reżyserii Jacka Kęcika (TVP2).
- Najdowcipniejsza audycja radiowa: „Radar” w reżyserii Pawła Kużela i Mariusza Kozłowskiego (Polskie Radio Koszalin S.A.).

### Indywidualne nagrody specjalne
- Najlepsza aktorka komediowa: Joanna Jeżewska (za udział w programie „Czterdziesty sezon Kabaretu pod Egidą” w reż. Jana Pietrzaka)
- Najlepszy aktor komediowy: Cezary Pazura (za udział w programie „IV Sopocka Noc Kabaretowa” w reż. Bolesława Pawicy)
- Najdowcipniejszy rysunek satyryczny: Sławomir Łuczyński
- Za całokształt twórczości artystycznej: Alina Janowska

Jury postanowiło także przyznać trzy nagrody specjalne:
1. dla Magdy Umer i Andrzeja Poniedzielskiego za twórczość, która się formatom nie kłania w programie pt. „Śpiewać, jak to łatwo powiedzieć” – w reżyserii Magdy Umer, wyprodukowany przez 1 Program TVP.
2. dla Janusza Rewińskiego i Krzysztofa Piaseckiego za program – „Szkoda gadać” – który równoważy tezę, że warto rozmawiać (TVP1).
3. dla serialu „Włatcy móch” w reżyserii Bartosza Kędzierskiego (TV4).

### Grand Prix Festiwalu
- Błękitny Melonik Charliego: Robert Górski za program „Na stojaka” (HBO Polska)

Członek Jury Larry Ugwu przyznał i ufundował nagrodę pozaregulaminiową – Melonik Malin dla Jacka Kurskiego za „reżyserię” teledysku pt: „Orędzie Prezydenta” z cyklu „Ciemny lud to kupi”.

### Laureaci Nagród Publiczności
- Ulubiony Serial Komediowy: „Daleko od noszy”, scenariusz i reżyseria Krzysztof Jaroszyński (POLSAT).
- Ulubiony Program Rozrywkowy: „Szkło kontaktowe” (TVN24.
- Najzabawniejszy rysunek satyryczny: Zbigniew Jujka.
- Gwiazda uśmiechu: Tomasz Karolak
- Najdowcipniejsze zdjęcie: Sebastian Przybyszewski

### Konkurs Twórców Kabaretowych – Debiuty
Młodzi twórcy kabaretowi, biorący udział w konkursie festiwalowym – „Debiuty” oceniani byli przez Jury w składzie: Agnieszka Litwin, Michał Półtorak i Rafał Kmita.
- Nagroda główną (ex aequo):
  - kabaret Dasza Von Yock
  - kabaret Babeczki z Rodzynkiem.

Ponadto Jury przyznało trzy równorzędne wyróżnienia:
- kabaret Grabiego Marka,
- kabaret Snobów
- kabaret Widelec.

Jury przyznało również wyróżnienie indywidualne Piotra Mocarskiego z kabaretu Widelec.

### Biesiada Dobrego Humoru
- Główna Nagroda w festiwalowym konkursie Biesiada Dobrego Humoru: firma TaoTao (Tan Viet).
- Kapituła Dobrego Smaku przyznała ponadto:
  - I miejsce: Dariuszowi Mationkowi i Pawłowi Filipiakowi z firmy TaoTao (Tan Viet).
  - II miejsce: Krystynie Bednarskiej z firmy PPHU Struś Malborski.
  - III miejsce: Katarzynie Kacprzak i Robertowi Kacprzakowi z młodzieżówki Kapituły Dobrego Smaku oraz Natalii Sawirskiej i Beacie Różalskiej z firmy PHU Billar.

### Gdańska Galeria Dobrego Humoru (2008)
Rysownicy: Julian Bohdanowicz, Jacek Frąckiewicz, Andrzej Graniak, Zbigniew Jujka, Zbigniew Kolaczek, Andrzej Lochota, Witold Mysyrowicz, Andrzej Andre Pijet, Juliusz Puchalski, Henryk Sawka, Janusz Stefaniak
Wystawa: czerwiec 2008 – IX Festiwal Dobrego Humoru, Gdańsk

### Okrągły Stół Satyryków (2008)
Satyrycy polscy, zebrani na VIII Okrągłym Stole Satyryków, przyznali nominacje satyryczne, w następujących kategoriach:
1. Plama roku: Instytut Plam Narodowych
2. Cios roku: Cios ziobrującej ręki, który zniszczył laptopy w Ministerstwie Sprawiedliwości.
3. Narzędzie roku: Narzędzie Palikota.
4. Happening roku: Sygnał o zbliżaniu się końca Świata, czyli Doda u Zanussiego.
5. Paranoja roku: Amerykański hermafrodyta, reprezentujący polską kulturę narodową, na festiwalu Eurowizji w Chorwacji.
6. Ofiara roku: Kasia Cerekwicka, jako 15-minutowa laureatka.
7. Zwierzę roku: Lisy w kurniku TVP.
8. Martyrologia roku: Polak strzela, Niemiec wygrywa.
9. Unik roku: Lech Kaczyński, unikający Lecha Wałęsy na meczu Polska – Austria.
10. Zboczenie roku: Donald na marychce.
11. Owoc roku: Papaja Urszuli Dudziak.
12. Konstrukcja roku: „O Boże, Jak oni Śpiewają Taniec z Gwiazdami Na Lodzie"

## X Festiwal Dobrego Humoru (2009)
Jury X Festiwalu Dobrego Humoru w składzie:
- Przewodniczący: Janusz Kondratiuk
- Członkowie:
  - Urszula Dudziak
  - Tatiana Sosna-Sarno
  - Artur Andrus
  - Leszek Blanik
  - Zbigniew Buczkowski
  - Marek Przybylik

### Nagrody regulaminowe
- Najdowcipniejszy Serial Telewizyjny – 39 i pół w reżyserii Mitii Okorna TVN
- Najdowcipniejszy Program Rozrywkowy – Zofia Merle i Stanisław Tym za program „HBO na stojaka!” – „Dżdżownice wychodzą na asfalt” redakcja Maria Czubaszek i Konrad Sztuka – wyprodukowany przez Euromedia TV dla telewizji HBO Polska
- Najdowcipniejszy Talk Show - „Kuba Wojewódzki” w reżyserii Tomasza Dąbrowskiego, TVN
- Widowisko Muzyczno-Rozrywkowe z Uśmiechem - „Mam talent” w reżyserii Wojciecha Iwańskiego, wyprodukowany przez TVN.

### Nagrody indywidualne
- Najlepsza aktorka komediowa – Hanna Śleszyńska, za rolę w serialu Rodzina zastępcza plus w reżyserii Wojciecha Nowaka, wyprodukowanym przez Telewizję Polsat.
- Najlepszy aktor komediowy – Tomasz Karolak, za rolę w serialu 39 i pół w reżyserii Mitii Okorna – wyprodukowany przez Telewizję TVN.

Jury przyznało również panu Tomaszowi Karolakowi nagrodę specjalną – skuter.

### Nagrody specjalne Jury
- Waldemar Malicki – za dowcipne popularyzowanie muzyki poważnej na antenie TVP1 – statuetkę
- Szymon Majewski – za „Rozmowy w tłoku” z programu pt. „Szymon Majewski Show” wyprodukowanemu dla Telewizji TVN

### Najdowcipniejsza audycja radiowa
- Wentylator autorstwa Macieja Kraszewskiego, wyprodukowana przez Radio Gdańsk dla PR3.

### Nagroda Gdańskiej Galerii Dobrego Humoru
- Henryk Sawka

Nagroda ufundowana przez Ministra Kultury i Dziedzictwa Narodowego Bogdana Zdrojewskiego

### Grand Prix Festiwalu
- „Błękitny Melonik Charliego” – Zofia Merle i Stanisław Tym.

Nagrodę ufundowało Stowarzyszenie Filmowców Polskich.

### Biesiada Dobrego Humoru
- Paweł Filipiak z firmy Tan Viet.

### Konkurs Twórców Kabaretowych – Debiuty
- Jury w składzie:
  - Aneta Talkowska – przewodnicząca jury
  - Tadeusz Kwinta
  - Wiktor Zborowski
- Grand prix konkursu młodych twórców kabaretowych – Słoiczek po cukrze
- 1. miejsce – ex aequo Piotr Mocart Mocarski i kabaret Mimika
- 2. miejsce – kabaret z Konopi
- wyróżnienie specjalne: kabaret Widelec

Nagrody w konkursie, wysokości 10 000 zł ufundował minister kultury i dziedzictwa narodowego pan Bogdan Zdrojewski
Nagrody rzeczowe w konkursie ufundowane przez Krajową Izbę Gospodarczą Elektroniki i Telekomunikacji.
Honorowe Statuetki Melonika za 10-letnią współpracę otrzymali:
- Prezydent Miasta Gdańska – Paweł Adamowicz
- Marszałek Województwa Pomorskiego – Jan Kozłowski
- Telewizja Gdańsk
- Radio Gdańsk
- Radio Plus
- Polska Dziennik Bałtycki

### Plebiscyt telewidzów przeprowadzony na portalu lookr.tv
- Ulubiony Serial Komediowy: Brzydula, reżyseria Filip Zylber serial wyprodukowany przez telewizję TVN
- Ulubiony Program Rozrywkowy: Szymon Majewski Show, w reżyserii Rafała Piekoszewskiego i Marty Więch wyprodukowanemu dla telewizji TVN
- Gwiazda uśmiechu: Andrzej Grabowski
- Najzabawniejszy rysunek satyryczny: Sławomir Łuczyński Nagroda dodatkową jest paleta papieru ufundowana przez International Paper Kwidzyn
- Żart z Plusem - Artur Lenckowski za film pod tytułem „Myszka”
- Najdowcipniejsze zdjęcie: Aneta Sawicka za zdjęcie pod tytułem „Amory na ulicy"

### Nagroda Akademii Dobrego Humoru za całokształt twórczości artystycznej
- ex aequo Zofia Merle i Zenon Laskowik

### Gdańska Galeria Dobrego Humoru (2009)
Rysownicy: Julian Bohdanowicz, Henryk Cebula, Jacek Frąckiewicz, Andrzej Graniak, Zbigniew Jujka, Zbigniew Kołaczek, Paweł Kuczyński, Małgorzata Lazarek, Andrzej Lichota, Sławomir Łuczyński, Marian Matocha, Witold Mysyrowicz, Andrzej Andre Pijet, Henryk Sawka, Janusz Stefaniak, Grzegorz Szumowski
Wystawa: 2009 czerwiec – X Festiwal Dobrego Humoru, Gdańsk
2010 lipiec/sierpień – Miejska Biblioteka Publiczna, Rumia

### Okrągły Stół Satyryków (2009)
Dwór Artusa 26.06.2009 godz. 13.30
- Plama roku: Jak Wałęsa pokazał wszystkim Libertasa.
- Cios roku: Kraków i Chorzów na aucie Euro 2012.
- Narzędzie roku: Sztuczny penis w ręku Palikota.
- Happening roku: Eurowybory dla 16%.
- Paranoja roku: ParaNelly.
- Ofiara roku: Widzowie Telewizji Vszypolskiej.
- Zwierzę roku: Wszystkie małpki prezydenta.
- Martyrologia roku: Jezus Maria Rokita w Luftchamstwie.
- Unik roku: Artur Boruc unikający piłki w meczu ze Słowacją.
- Zboczenie roku: Całowanie w PiS-ie.
- Owoc roku: Figa dla mediów publicznych.
- Konstrukcja roku: Kammel Niezgody.

## XI Festiwal Dobrego Humoru (2010)

### Plebiscyt telewidzów przeprowadzony na portalu www.gdansk.naszemiasto.pl
- Ulubiony Serial Komediowy: Daleko od noszy, reżyseria Krzysztof Jaroszyński. Serial wyprodukowany przez Studio Filmowe Gabi dla telewizji POLSAT. Nagroda ufundowana przez Prezydenta miasta Sopotu Jacka Karnowskiego.
- Ulubiony Program Rozrywkowy: Kabaretowy Klub Dwójki, reżyseria Beata Harasimowicz wyprodukowany dla Programu 2 TVP.
- Gwiazda uśmiechu: Mariusz Kałamaga. Nagroda ufundowana przez Grupę Lotos S.A.
- Najzabawniejszy rysunek satyryczny: Sławomir Łuczyński. Nagroda ufundowana przez Ministra Kultury i Dziedzictwa Narodowego.

Nagroda dodatkowa w plebiscycie Gdańska Galeria Dobrego Humoru – paleta papieru ufundowana przez Burmistrza Miasta Kwidzyna Andrzeja Krzysztofiaka – Grzegorz Szumowski.

### Gdańska Galeria Dobrego Humoru (2010)
Rysownicy: Julian Bohdanowicz, Tomasz Broda, Zbigniew Jujka, Zbigniew Kołaczek, Paweł Kuczyński, Sławomir Łuczyński, Witold Mysyrowicz, Henryk Sawka, Mariusz Stawarski, Janusz Stefaniak, Grzegorz Szumowski
Wystawa: czerwiec 2010 – Nadbałtyckie Centrum Kultury, Gdańsk
lipiec/sierpień 2011 – Miejska Biblioteka Publiczna, Rumia

### Okrągły Stół Satyryków
Nominacje Okrągłego Stołu Satyryków Gdańsk Nadbałtyckie Centrum Kultury 2010
- Plama roku: Plama turbo-diesel w Zatoce Meksykańskiej
- Cios roku: Cios armii amerykańskiej w polski system obronny, czyli nieuzbrojone Patrioty w Mrągowie
- Narzędzie roku: Laska Marszałka Komorowskiego, która dokonała odkrycia złóż gazu głupkowego
- Happening roku: Kampania prezydencka bez programów i udziału kandydatów
- Paranoja roku: Wysadzanie wałów (niestety powodziowych)
- Ofiara roku: Autodelar J. Kurski, który sprzedał BMW przez komornika
- Zwierzę roku: Napieralski, jako czerwono-czarny koń wyborów
- Martyrologia roku: Tortury księgowego PSL, który wydał miliony na 1,44% poparcia dla Pawlaka
- Unik roku: Minister Kopacz unikające grypy trzymającej władzę
- Zboczenie roku: TVP: Jedynka na Prawo i Sprawiedliwość, Dwójka na lewo
- Owoc roku: Nowe blond bliźniaczki, jako owoc sukcesu lewicy
- Konstrukcja roku: Zabłąkana Platforma na pontonie w okolicy Sandomierza
- Zaraza roku: Hiszpanka polskich piłkarzy (6:0)

Konkluzja: Warto rozmawiać, nie warto oglądać ...

## XII Festiwal Dobrego Humoru (2011)

### Plebiscyt telewidzów przeprowadzony na portaluGdańsk NaszeMiasto.pl
- Ulubiony serial komediowy: Daleko od noszy, reżyseria Krzysztof Jaroszyński. Serial wyprodukowany przez Studio Filmowe Gabi dla telewizji POLSAT. Nagroda została ufundowana przez Stowarzyszenie Filmowców Polskich.
- Ulubiony program rozrywkowy: Kabaretowy Klub Dwójki, reżyseria Beata Harasimowicz wyprodukowany dla Programu 2 TVP Nagroda została ufundowana przez Prezydenta Miasta Sopotu – Jacka Karnowskiego.
- Gwiazda uśmiechu: Czesław Mozil. Nagrodę ufundował Marszałek Województwa Pomorskiego – Mieczysław Struk.
- Najdowcipniejszy rysunek satyryczny: Zbigniew Kołaczek Nagrodę – ryzę papieru ufundowało Video Studio Gdańsk – producent Festiwalu
- Konkurs Gdańskiej Galerii Dobrego Humoru - laureat Jury Dariusz Łabędzki
- „Żart z Plusem” na najzabawniejszy film zrealizowany telefonem komórkowym: Sebastian Przybyszewski. Nagrodę ufundował Marszałek Województwa Pomorskiego Mieczysław Struk. Patronem Konkursu jest Polkomtel.

### Gdańska Galeria Dobrego Humoru (2011)
Rysownicy: Julian Bohdanowicz, Jerzy Głuszek, Zbigniew Jujka, Zbigniew Kołaczek, Paweł Kuczyński, Małgorzata Lazarek, Andrzej Lichota, Dariusz Łabędzki, January Misiak, Witold Mysyrowicz, Henryk Sawka, Anna Sokolska, Janusz Stefaniak, Grzegorz Szumowski
Wystawy:
- czerwiec 2011 – Galeria Yesterdaycafe, Gdańsk
- 2012 – klub Pod Gruszką, Kraków